# Biserica Adormirea Maicii Domnului din Câmpulung Moldovenesc

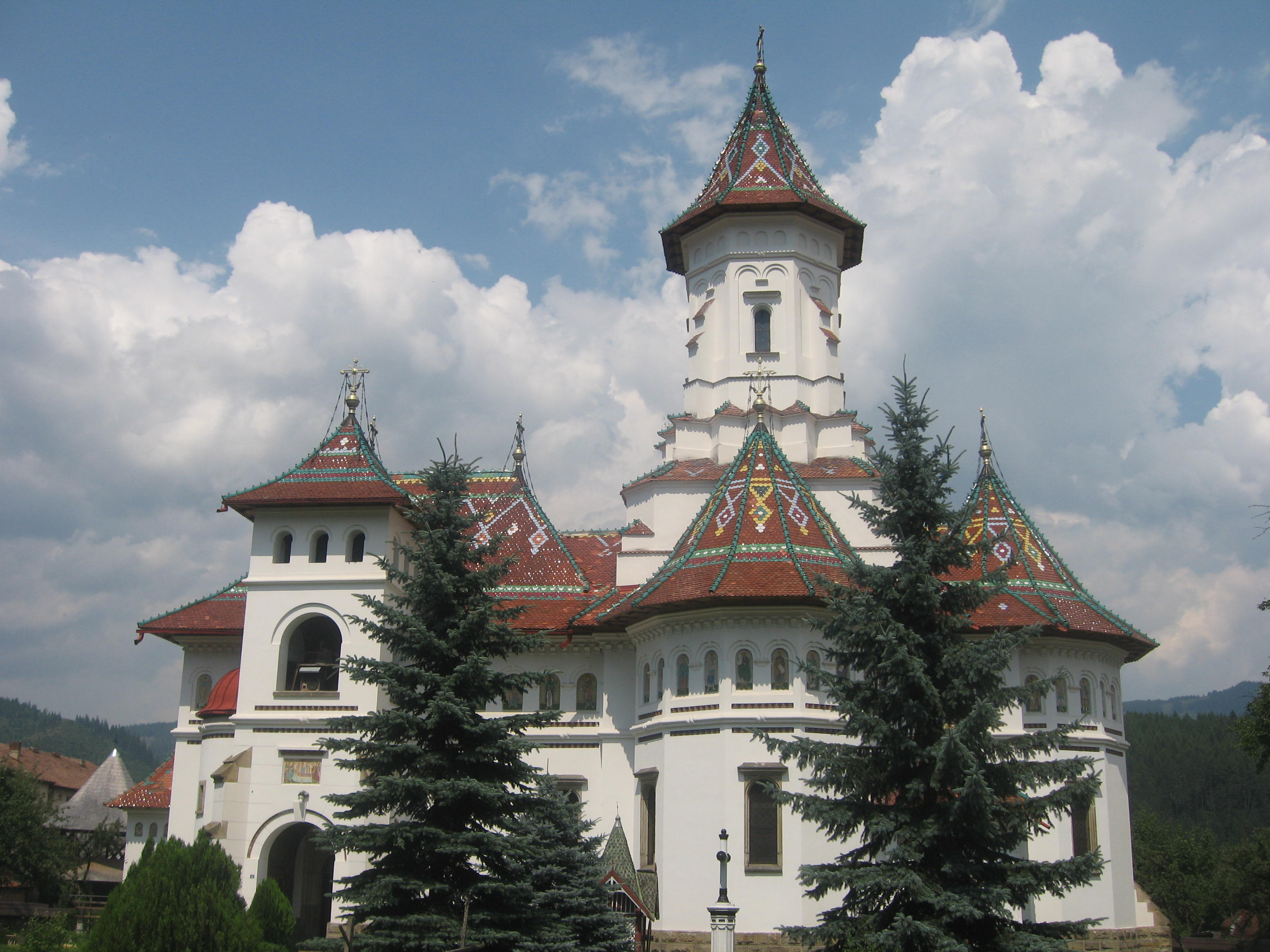
Biserica „Adormirea Maicii Domnului” din Câmpulung Moldovenesc

Biserica „Adormirea Maicii Domnului” din Câmpulung Moldovenesc este o biserică ortodoxă construită în anul 1913 în municipiul Câmpulung Moldovenesc (județul Suceava). Biserica este situată pe Calea Transilvaniei nr. 8, în centrul orașului, de-a lungul drumului care face legătura între orașele Suceava și Vatra Dornei. 

## Istoricul bisericii

### Prima biserică
După anexarea nord-vestului Moldovei de către Imperiul Habsburgic (1775), în Câmpulung s-a așezat o garnizoană militară austriacă comandată de ritmaistrul Franz Pizelli. Printre militarii garnizoanei se afla și un român transilvănean pe nume Stoian. Acesta, împreună cu alți militari, a primit ordinul să dărâme schitul din Poiana Sihăstriei, construit în anul 1541 de către domnitorul Petru Rareș într-o poiană de la poalele Munților Rarău. După legendă, Stoian ar fi orbit ca pedeapsă divină.
Având remușcări pentru ceea ce a făcut, Stoian a înălțat după anul 1781 o biserică de lemn cu hramul „Adormirea Maicii Domnului”. Aceasta se afla la drumul mare, într-un loc din spatele actualei biserici. În anul 1794 i s-a constituit sesia parohială compusă din 24 de fălci de pământ „în hotarul comunei Sadova cu Breaza, pe Runculeț, lângă pârâul Neagra”. Matricola celor decedați începe cu anul 1802. 
La această biserică au slujit ca următorii preoți parohi: Alexandru Corlățan (în 1802-1803), Nicolai Chirilă (în 1804), Simion Grigorovici (în 1804), Ion Grămadă (1805-1832), Ion Daschievici (1832-1839), Gheorghe Ciupercovici (1839-1883), Tit cavaler de Onciul (1883-1895), Modest Avram (administrator în perioada 1895-1897), Amfilochie Boca (1897-1908), Ion Voloșciuc (administrator în perioada 1908-1910) și Eusebie Constantinovici (1910-1930).

### Biserica actuală
Ca urmare a creșterii importanței localității și a numărului de locuitori din Câmpulung, vechea biserică de lemn a devenit neîncăpătoare. Prin urmare, în apropierea vechii biserici s-a început construirea unei noi biserici parohiale, din inițiativa preotului administrator parohial Ioan Voloșciuc. Piatra de temelie a acestui lăcaș de cult a fost pusă la 20 iulie 1908. Construcția acestei biserici s-a făcut după un plan întocmit de arhitectul austriac Karl Romstorfer și a durat 6 ani (1908-1913). 
Noua biserică a fost construită din piatră și cărămidă, având acoperiș din țiglă smălțuită, multicoloră, în formă de solzi, comandată la Viena. Ca formă, ea seamănă cu Biserica Mirăuți din Suceava. Cheltuielile pentru ridicarea acestui lăcaș de cult s-au ridicat la 140.000 coroane austriece și au fost suportate din veniturile Fondului Bisericesc Ortodox Român al Bucovinei. Biserica a fost sfințită la 1/14 septembrie 1913 de către mitropolitul Vladimir de Repta al Bucovinei și Dalmației.
Vechea biserică de lemn a fost desfăcută și mutată în satul Bădeuți din apropierea orașului Rădăuți. Locul unde se afla masa altarului a fost împrejmuit cu o construcție circulară de scânduri.
După cum se precizează în "Anuarul Mitropoliei Bucovinei pe anul 1937", Biserica "Adormirea Maicii Domnului" din Câmpulung Moldovenesc avea o casă parohială de cărămidă, o casă a cooperatorului de cărămidă, o sesie parohială de 12 ha, o sesie a cooperatorului de 6 ha, o sesie a cântărețului de 3 ha și o sesie a ponomarului de 1 ha. Parohia avea în îngrijire spirituală 564 familii cu 1.835 credincioși.
Pereții interiori ai bisericii au fost pictați între anii 1959-1963 de pictorul Iosif Keber (1897-1989) din Târgu Jiu. 
Biserica a fost renovată la începutul anilor '90 ai secolului al XX-lea, pereții interiori fiind repictați de pictorul bisericesc Vasile Carp din București. După finalizarea lucrărilor, biserica a fost resfințită la 18 august 1996 de către arhiepiscopul Pimen Zainea al Sucevei și Rădăuților. Cu acest prilej, preotul paroh Petru Crăciun și preoții slujitori Doru Costineanu Beuca și Gheorghe Giosan au primit distincția de iconom stavrofor.

### Preoți
Printre preoții care au slujit la această biserică s-au aflat următorii: Eusebie Constantinovici - paroh (mai 1910 - ianuarie 1930), Gheorghe Rotar - cooperator (noiembrie 1923 - ianuarie 1930, august 1931 - mai 1933) și administrator parohial (ianuarie 1930 - iulie 1931), Arcadie Hutu - cooperator și paroh (9 noiembrie 1934 - august 1948), Ioan Flaișer - paroh (iulie 1937 - iunie 1946), Ștefan Slevoacă - paroh (iunie 1948 - 1960), Vladimir Pușcaru - preot slujitor (1952-1960), Ioan Buliga - paroh (1960-1985), Vespasian Velehorschi - preot (1960-1966), Vasile Dragu - preot (1974-1991), Gheorghe Pașcan - preot (1979-1985), Petru Crăciun - paroh (1985-2023), Doru Costineanu Beuca - preot (1985-2018), Nicolae Cojocaru - preot (1985-1993), Gheorghe Giosan - preot (din 1993), Ioan Nemțan-Nisioiu - diacon (2013-2015), respectiv preot (2015-2020), Vasile-Florin Florescu - paroh (din 2023), Alexandru-Iulian Șuiu - preot (din 2024), Andrei Costandache - preot (din 2025).

## Arhitectura bisericii
Biserica „Adormirea Maicii Domnului” din Câmpulung Moldovenesc are formă de cruce (plan treflat), cu o turlă a cărei înălțime este de 38 m. Ea este acoperită cu țiglă smălțuită, multicoloră, în formă de solzi.
Catapeteasma bisericii este confecționată din lemn de tei de către meșterul Ioan Pâslea. 

## Imagini

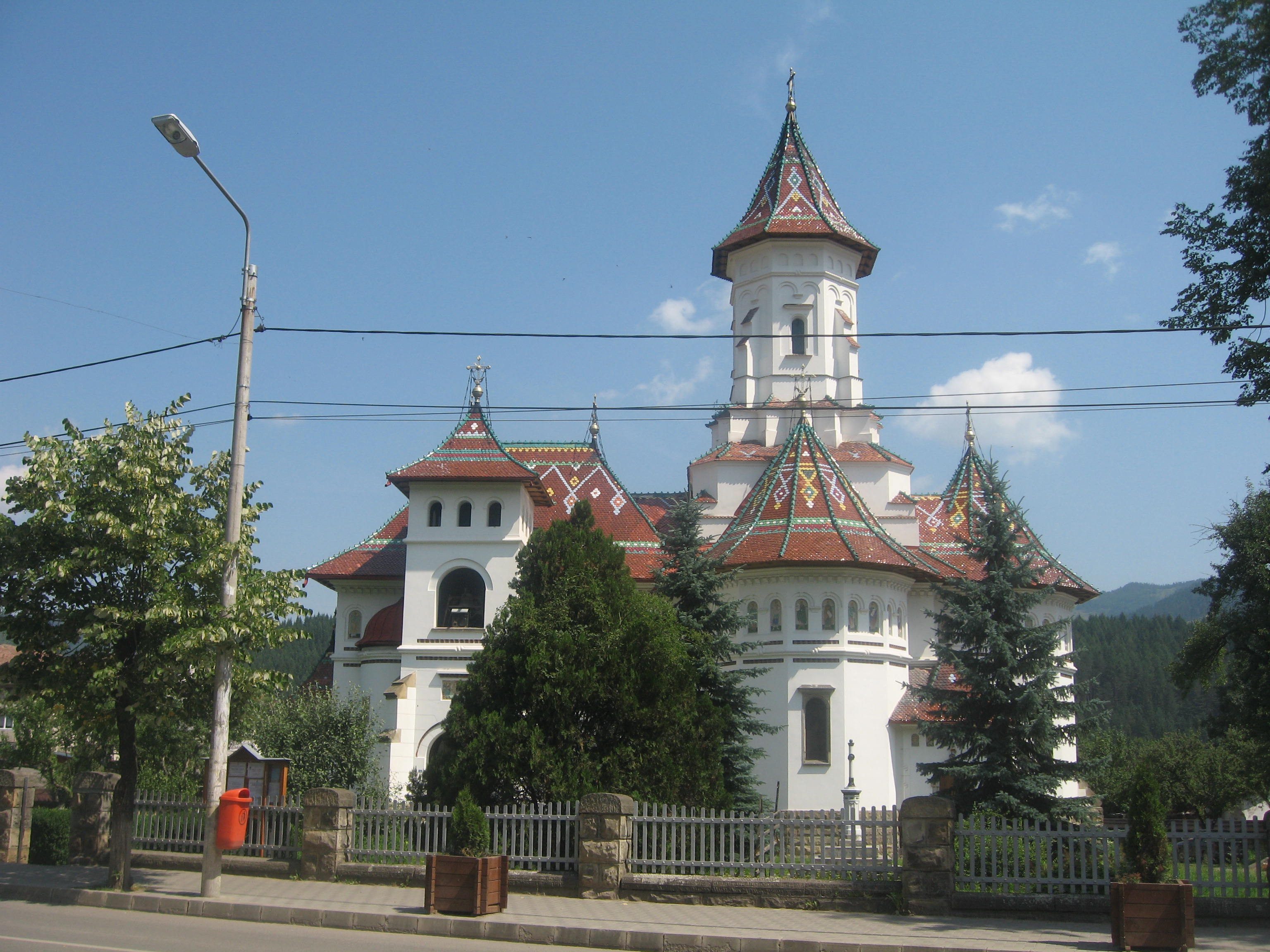
Biserica „Adormirea Maicii Domnului” din Câmpulung Moldovenesc
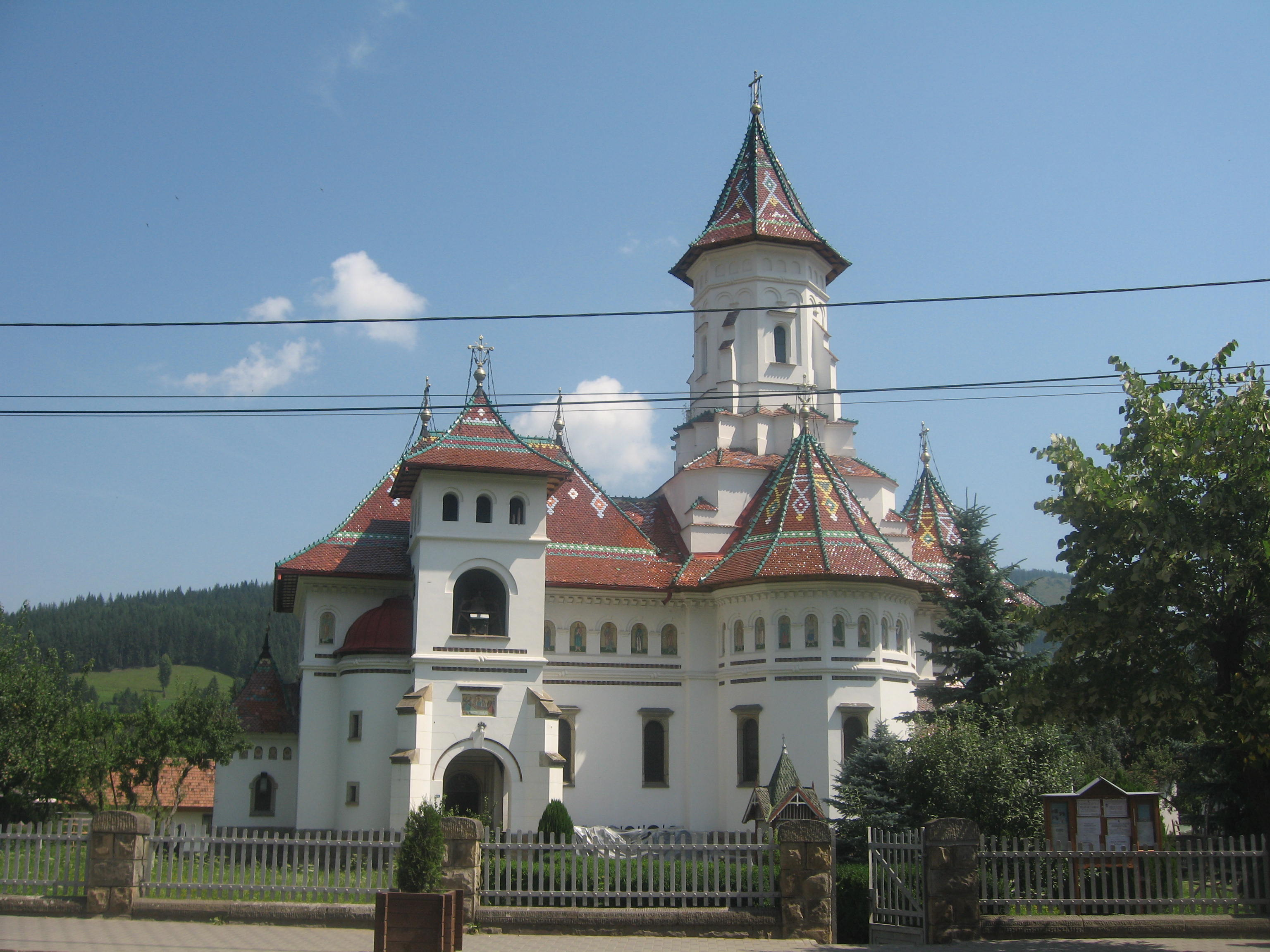
Biserica „Adormirea Maicii Domnului” din Câmpulung Moldovenesc
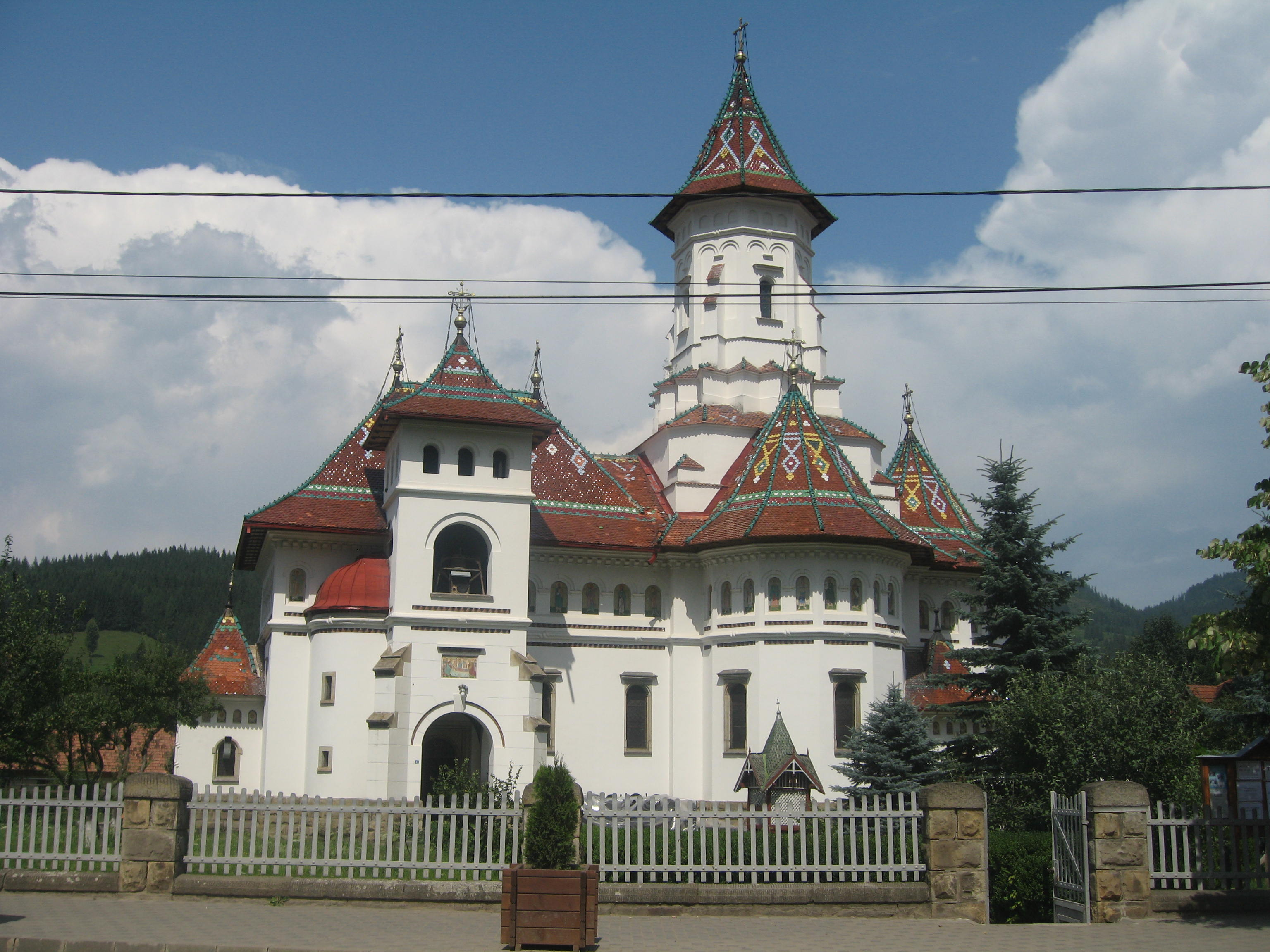
Latura sudică
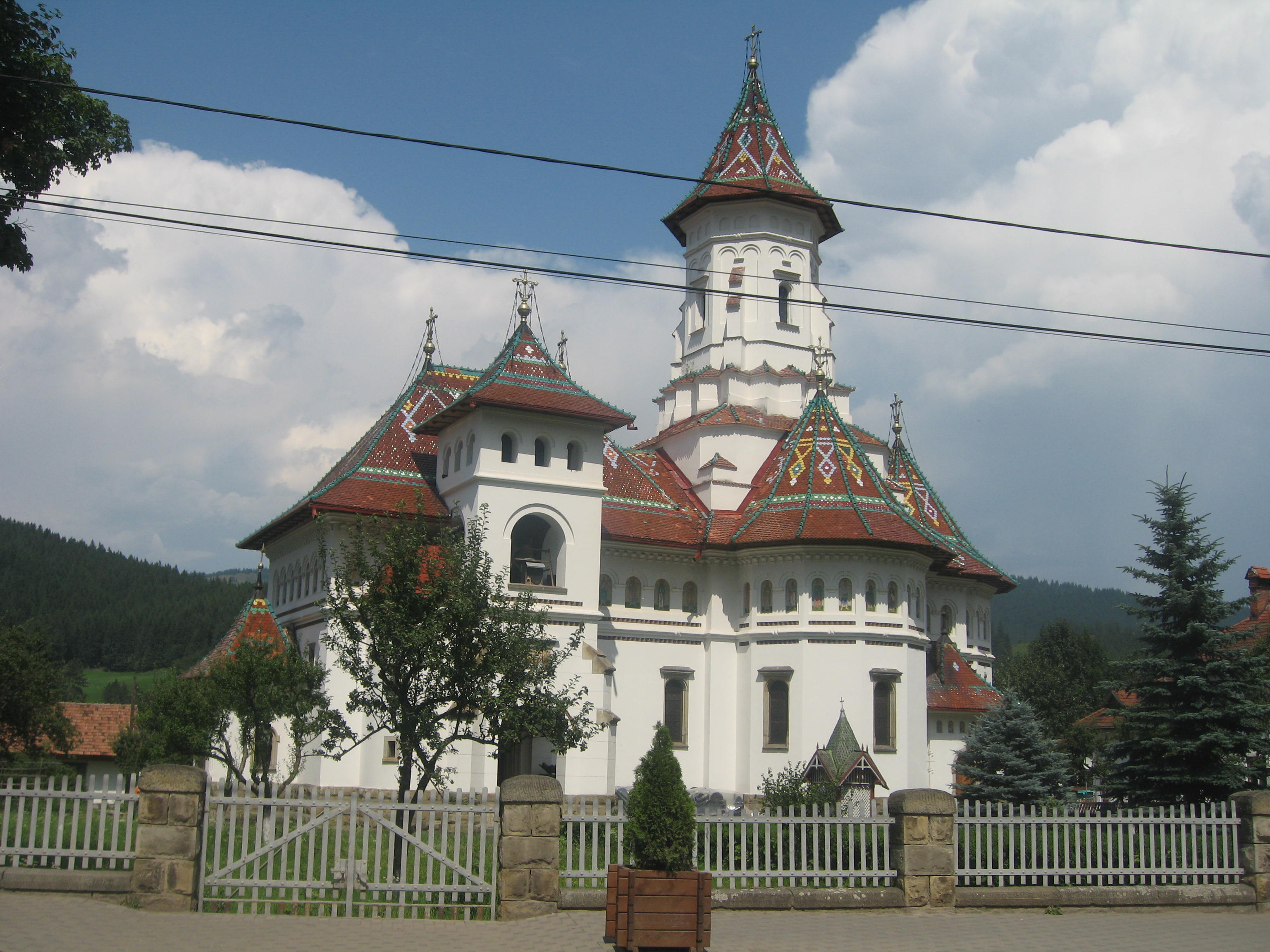
Latura sudică
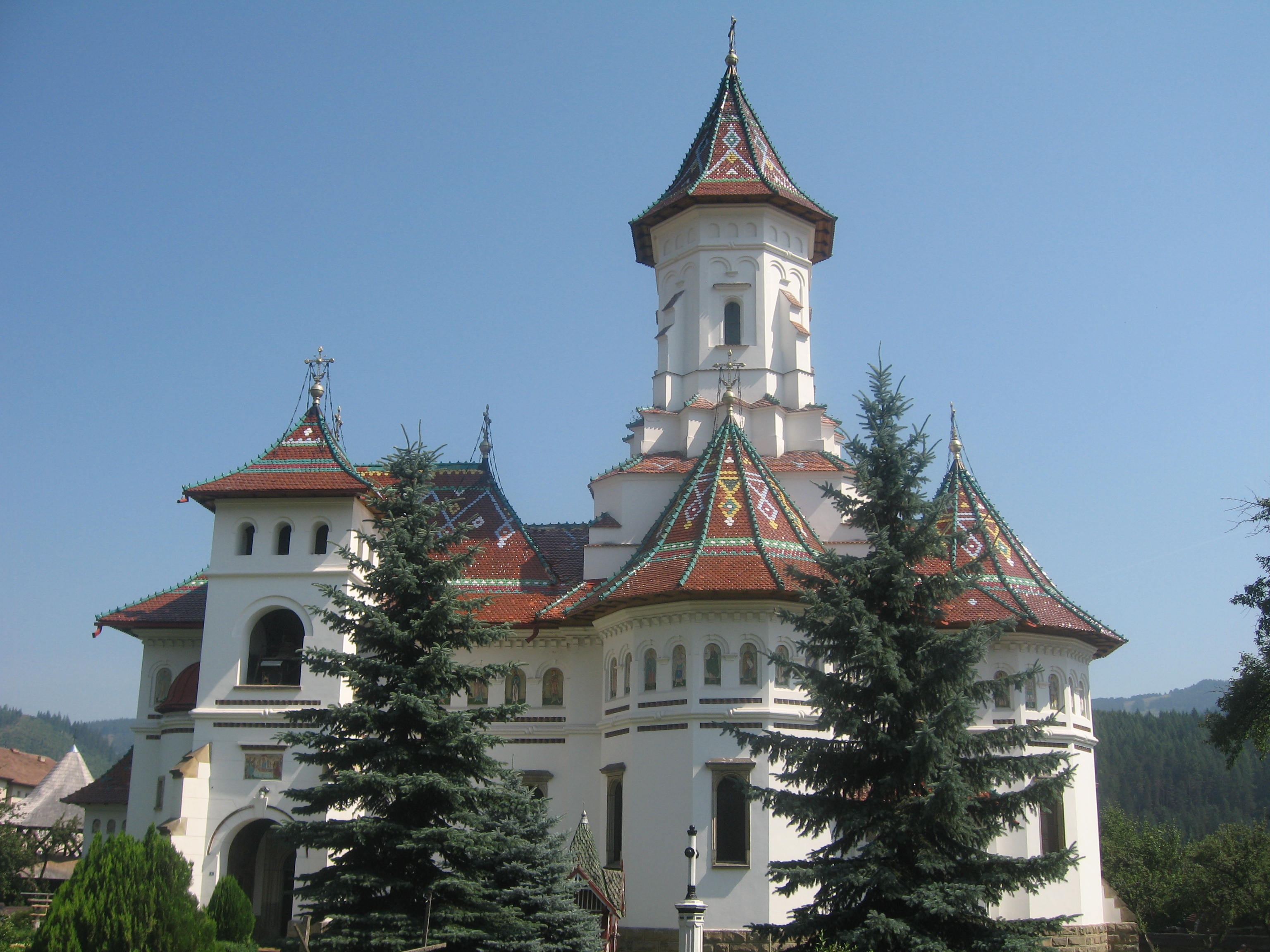
Biserica „Adormirea Maicii Domnului” din Câmpulung Moldovenesc
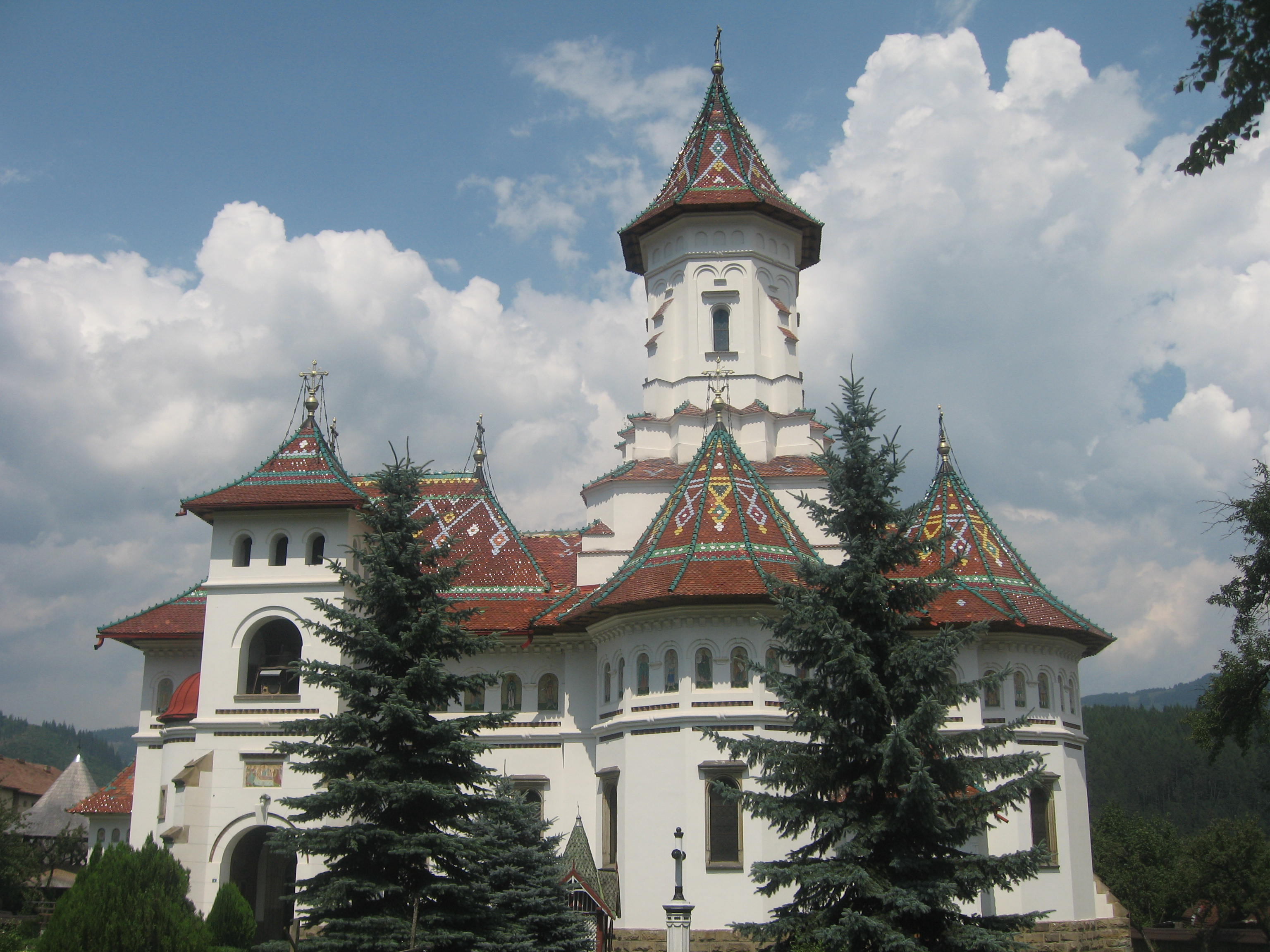
Biserica „Adormirea Maicii Domnului” din Câmpulung Moldovenesc
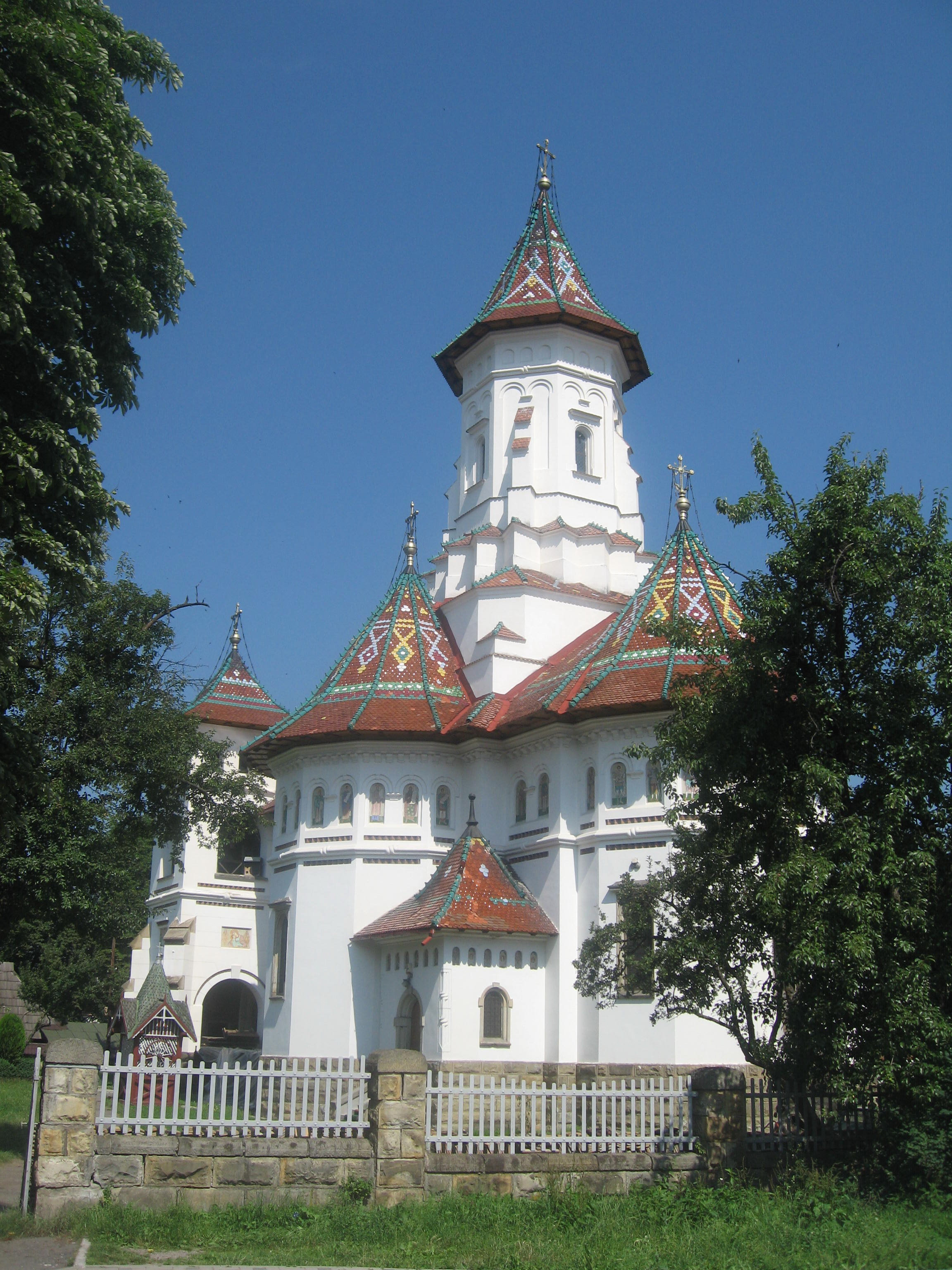
Vedere dinspre sud-est
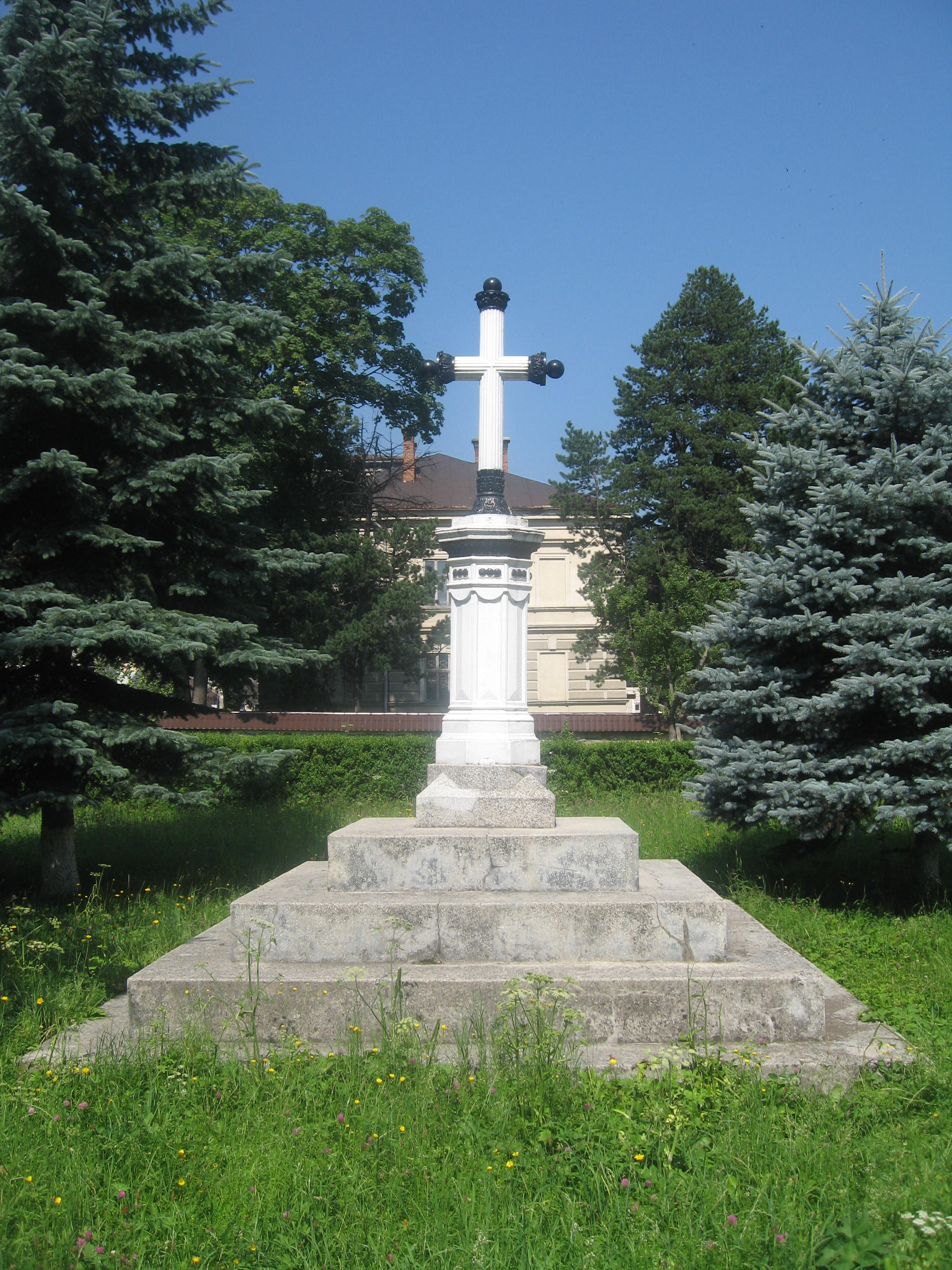
Cruce metalică pe un postament de piatră
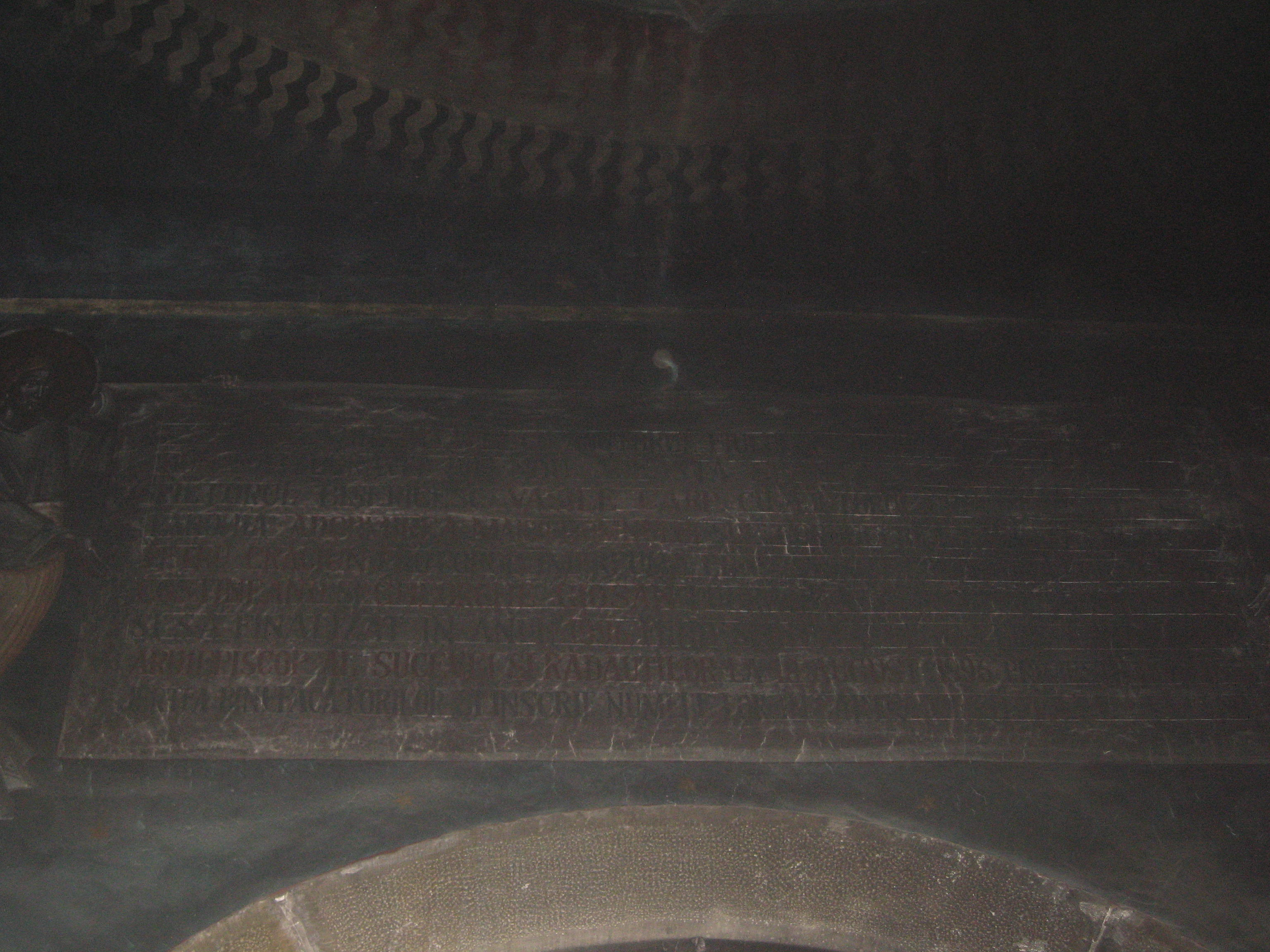
Pisania de pe peretele vestic al pronaosului